# Helicoverpa zea
Helicoverpa zea (vroeger geplaatst in het geslacht Heliothis) is een nachtvlinder uit de familie Noctuidae, de uilen. Het is een soort die zich in Noord-Amerika heeft ontwikkeld tot een ernstig plaaginsect, onder andere in de teelt van katoen, tomaat en maïs, maar ook andere landbouwproducten. De imago is een bestuiver.
In het zuidelijk deel van Noord-Amerika reproduceert de vlinder zich het hele jaar door, meer naar het noorden krijgt het dier moeite te overwinteren, en treedt vooral op als trekvlinder.
Helicoverpa zea blijkt ongevoelig eigenlijk alle chemische bestrijdingsmiddelen, zelfs ook voor protease-remmers. Een andere bijzonderheid van Helicoverpa zea is dat de rups er door het induceren van salicylzuur in soja een afweer tegen pathogeen uitlokt in plaats van tegen insecten, en bovendien in staat is het type afweer te herkennen.

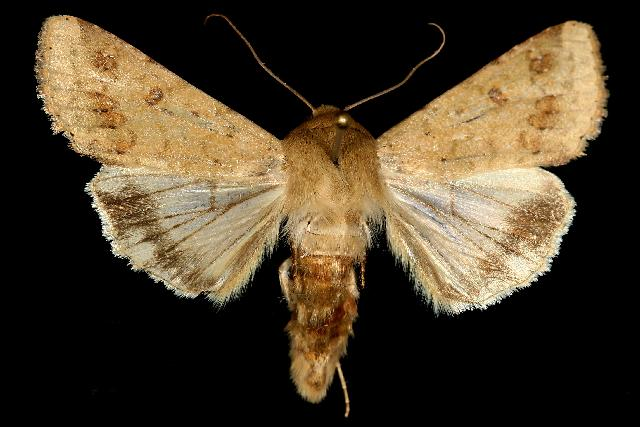
Museumexemplaar
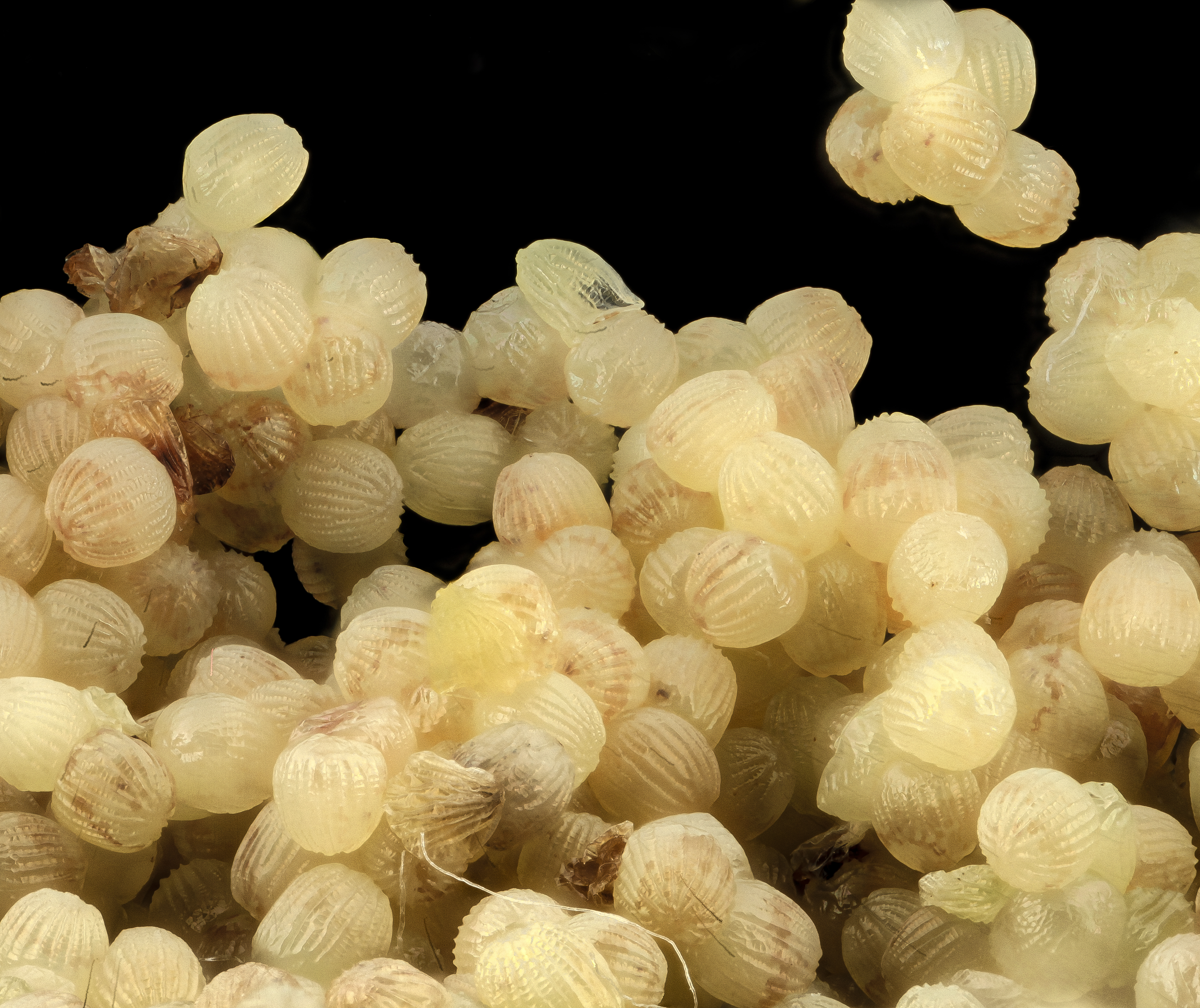
Eieren